# 秋田ふれあい信用金庫

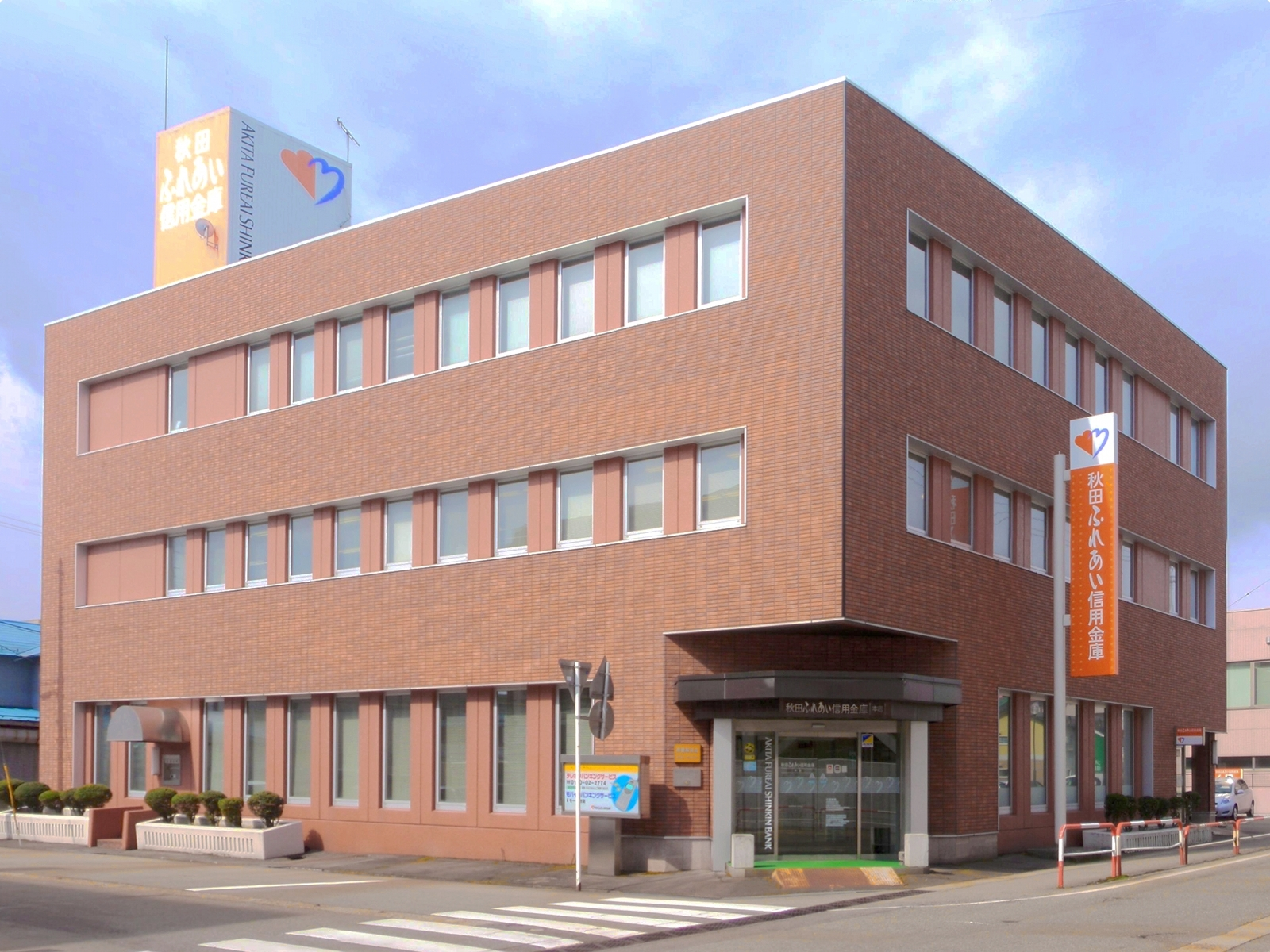
秋田ふれあい信用金庫本部・本店

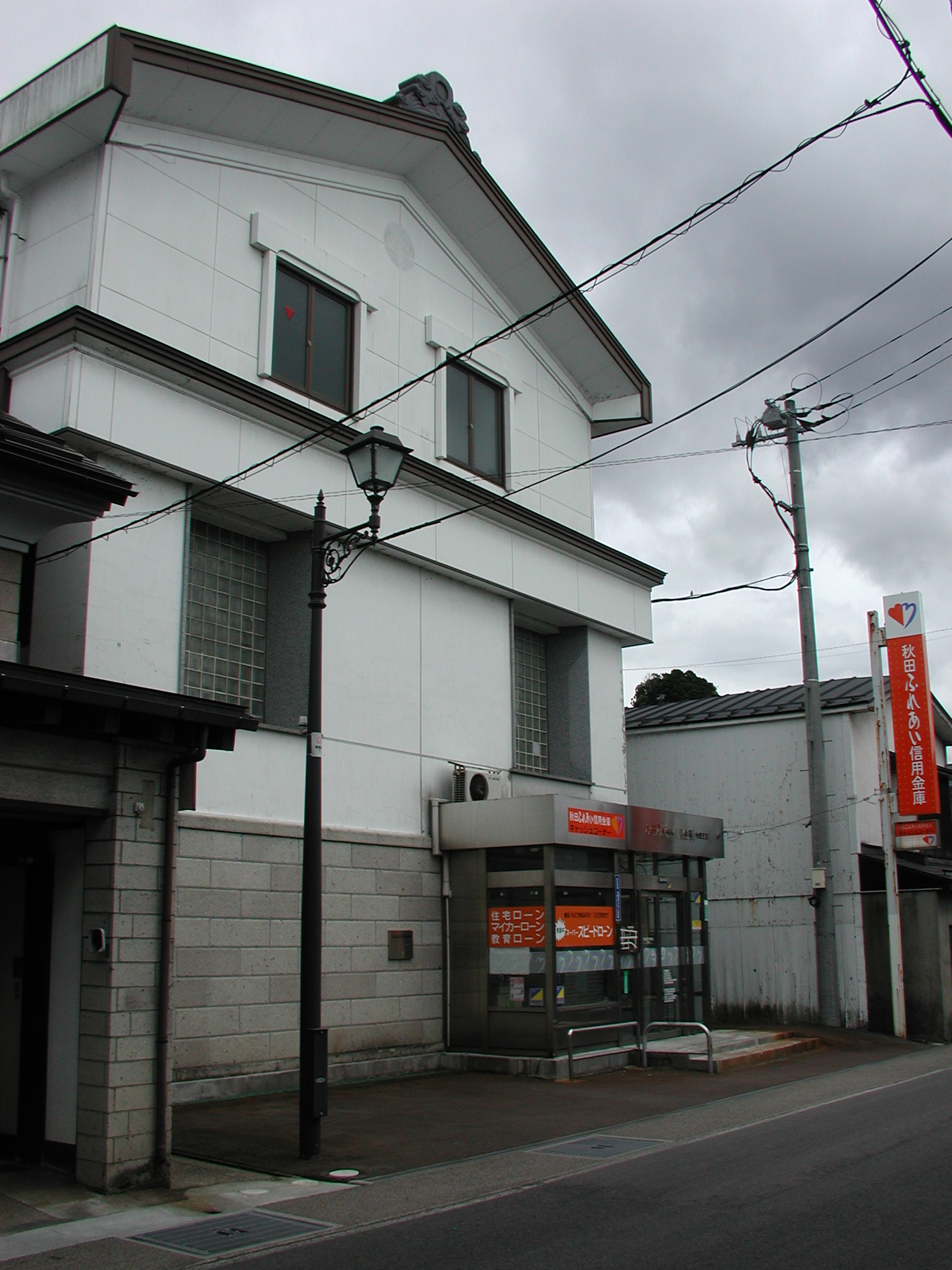
角館支店（旧：角館信用金庫 本店）

秋田ふれあい信用金庫（あきたふれあいしんようきんこ）はかつて秋田県大仙市に本店があった信用金庫。

## 概要
湯沢・由利本荘・にかほ地域（いずれも羽後信用金庫のエリア）を除く県南地区と能代山本地域を営業エリアとしていた。
旧・大曲信用金庫が、一時期、秋田銀行や旧・五城目信用金庫（現・秋田信用金庫）への事業譲渡の噂まで立った旧・能代信用金庫を救済合併するかたちで成立した信用金庫である。そのため、名目上の全県エリア化（定款上の営業区域としては、由利本荘市・にかほ市を除く県内全域が規定されている）とともに、事実上の飛び地合併の形になった。その後、旧・角館信用金庫を合併して現在に至るが、このときにも旧・角館信用金庫の財務状況がネックとなって、一時は合併白紙にまで発展した経緯がある。
2009年7月13日に羽後信用金庫と対等合併し、解散した。羽後信金側がそのまま存続する理由として、エリア展開を含め預金・貸出金規模こそはふれあい信金側が大きいものの、上述のようにふれあい信金（旧大曲信金）が財務状況の思わしくない信用金庫をことごとく救済合併してきた経緯から、羽後信金側の方が自己資本比率をはじめとした財務状況が良好であったことなどが挙げられる。なお、合併後も能代山本地域が飛地状態であることに変わりはない。
なお、合併に先立ち、信金中央金庫を割当先とする優先出資証券の発行をおこない財務状況を強化した。これにより、木村邦男理事長をはじめふれあい側の理事のほとんどは合併と同時に辞任。合併後の羽後信金の役員構成は従来からの羽後信金の理事で固められた。

## 沿革
- 1950年10月 - 仙北信用組合として誕生。
- 1953年3月 - 信用金庫に転換し、仙北信用金庫に改組。
- 1963年5月 - 大曲信用金庫に名称変更。
- 1997年3月24日 - 能代信用金庫と合併、秋田ふれあい信用金庫に名称変更。
- 2002年6月24日 - 角館信用金庫と合併。
- 2008年6月2日 - 秋田銀行・秋田信用金庫・羽後信用金庫・秋田県信用組合と相互出金提携し、秋田あったかネットを開始。
- 2009年7月13日 - 羽後信用金庫と対等合併し、法人解散。

## 合併の歴史

### 大曲信用金庫、能代信用金庫を合併
前身である大曲信用金庫は1997年3月24日、経営の行き詰った能代信用金庫を救済合併している。
能代信金は当時能代市周辺に5店舗を有し営業を展開するも、地場産業である木材関連業者が円高による輸入木材との競合激化から業況が悪化。融資が不良債権化していたことや、1983年5月に発生した日本海中部地震のため不良債権が増加するなど経営は苦境に陥っていた。
そこで、大蔵省や日本銀行は、能代信金の預金、店舗を秋田銀行に譲渡した上で、預金保険機構と全国信用金庫連合会（全信連）が合わせて80億円強の資金贈与をおこない、不良債権処理を実施。最終的には同信金を清算するとの報道が1995年5月2日一部マスコミにおいて報道されるや、同信金は一時的に信用不安に陥り、この5月2日だけで総預金の10%、27億円もが流出する騒ぎとなった。
その後、能代信金、金融当局ともこの報道を否定したため取り付け騒ぎは鎮静化し、同信金は全信連からの援助により単独での生き残り目指すも、やはり自力での再建は困難であったため地方銀行等との合併を模索するも、信金界から業界内で処理すべきだとの声が上がり、大曲信用金庫との合併が浮上。そこで能代信金が抱える不良債権を全信連からの資金贈与で穴埋めした上で合併にのぞむことになり、1997年3月24日両信金は、秋田ふれあい信用金庫として新発足した 。

### 秋田ふれあい信用金庫、角館信用金庫と合併
両信用金庫とも1999年12月、合併の基本合意を締結するも角館信金の不良債権処理の遅れから、2001年1月合併を白紙に戻していた。その後、角館信金の不良債権処理が進んだことや、2002年のペイオフ解禁を控え規模拡大による経営基盤の安定、経営体質の強化を目的に改めて合併の合意に至った。この合併により同金庫の総店舗は21店となり県内では秋田信用金庫に次ぐ2番目の規模の信用金庫の誕生となった。

### 秋田ふれあい信用金庫、羽後信用金庫と合併
2007年10月頃より両信金間で合併話が持ち上がり、その後両者間での協議を経て2009年7月13日新生羽後信用金庫が誕生した。
合併の目的は、管理部門などで両信金間で重複するコストを削減し、県下全域に広がる店舗網を生かし、経営基盤の安定を図ることに主眼がおかれた。

## その他
旧大曲信金店はそのまま継承しているが、旧能代信金店は合併前のコードに40を足したもの、旧角館信金店は合併前のコードに150を足したものとなっていた。
能代南支店はふれあい信金となってから発足した支店であるため、旧大曲信金のコードの後の番号帯、009が符番されていた。